# わが義母
『わが義母』（わがきぼ、マレー語: Ibu Mertua-ku）は、1950年代から1960年代のマレーシアで、P・ラムリーが監督・主演したラブストーリー。
この映画は、P・ラムリーの代表作の一つであり、彼の死後も多くの人々に愛されている。

## あらすじ
カシムというサックス奏者は、富裕な家庭で育ったサブリアとの恋を追い求めるが、義母の反対に直面。結婚後、慎ましく暮らしていた彼らの人生は、サブリアが里帰り出産中に亡くなったことで悲劇に変わる。カシムは妻の死を受け入れられず、悲しみのあまり視力を失ってしまう。

## 受賞歴
映画『わが義母』は、1963年のアジア太平洋映画祭と1963年のパリ国際映画祭で上映。この映画は、1963年のアジア太平洋映画祭（東京）で「最も多才な才能」賞を受賞。